# تسفيتان يونشيف
تسفيتان يونشيف (بالبلغارية: Цветан Йончев)‏ مواليد 15 فبراير 1956 في فراتسا، بلغاريا، هو لاعب كرة قدم بلغاري سابق كان يلعب كلاعب وسط.

## المسيرة الاحترافية

### أندية لعب لها
- بوتيف فراتسا
- سسكا صوفيا
- سلافيا صوفيا
- نادي لودوغورتس رازغراد

## روابط خارجية
- تسفيتان يونشيف على موقع قاعدة بيانات كرة القدم.إي يو (الإنجليزية)
- تسفيتان يونشيف على موقع قاعدة بيانات كرة القدم.إي يو (الإنجليزية)
- تسفيتان يونشيف على موقع ناشيونال فوتبول تيمز (الإنجليزية)
- تسفيتان يونشيف على موقع عالم كرة القدم.نت (الإنجليزية)